# Sphaeralcea sulphurea
Sphaeralcea sulphurea är en malvaväxtart som beskrevs av S. Wats.. Sphaeralcea sulphurea ingår i släktet klotmalvor, och familjen malvaväxter. Inga underarter finns listade i Catalogue of Life.

## Bildgalleri

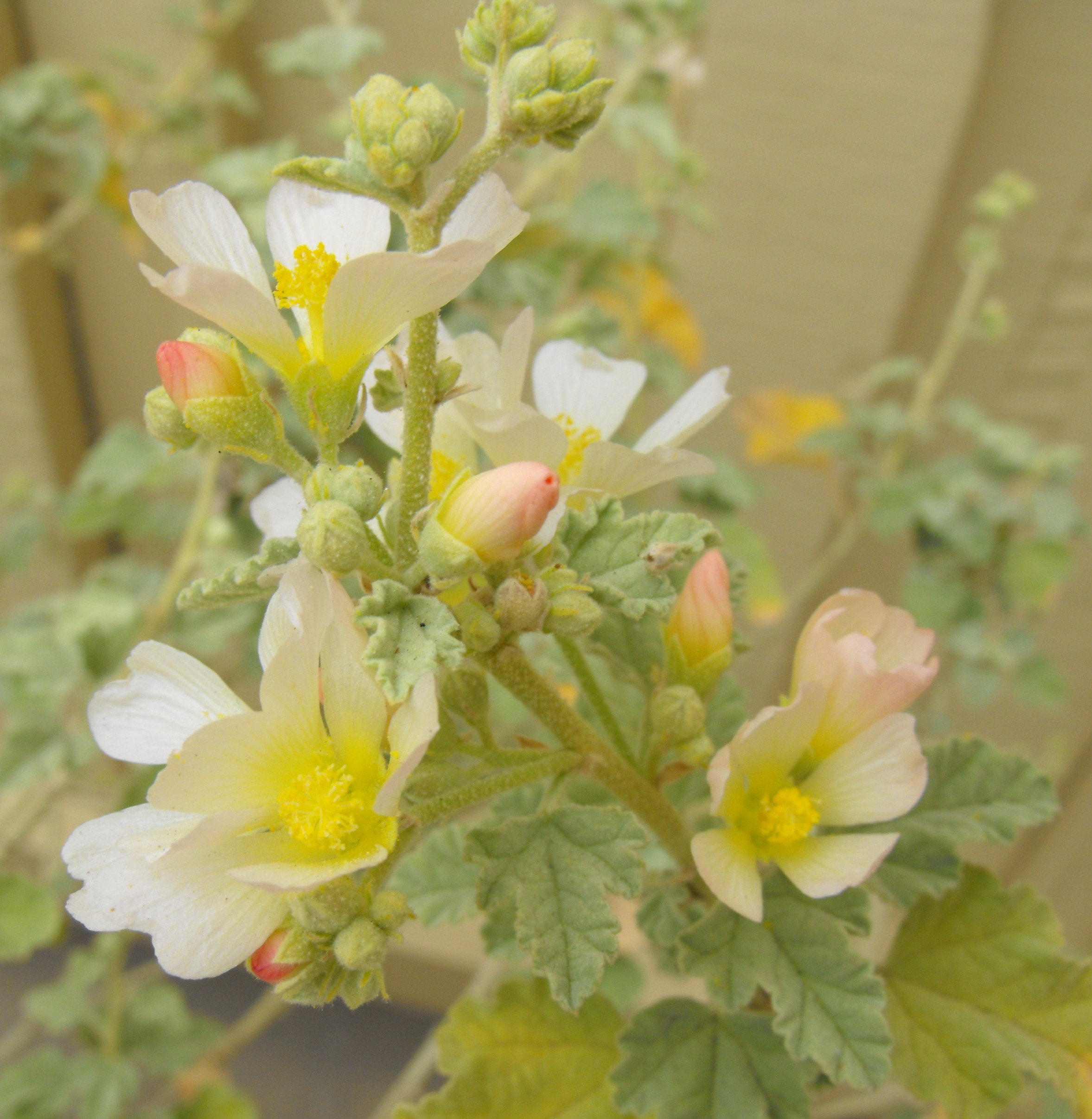